# South-Cumberland-Islands-Nationalpark
Der South-Cumberland-Islands-Nationalpark (engl.: South Cumberland Islands National Park) ist ein Nationalpark im Osten des australischen Bundesstaates Queensland. Er liegt 831 Kilometer nordwestlich von Brisbane und 60 Kilometer nordöstlich von Mackay. Er ist Teil des UNESCO-Weltnaturerbes Great Barrier Reef.
Die Inselgruppe besteht neben Scawfell Island, der größten Insel, aus Keswick Island, Saint-Bees-Island, Cockermouth Island und fünf weiteren, kleineren Inseln.
In der näheren Umgebung liegen die Nationalparks Northumberland Islands, Percy Isles, Brampton Islands, Yuwi Paree Toolkoon und Smith Islands.

## Geschichte
Scawfell Island wurde 1770 von Captain James Cook entdeckt und der Cumberland Isles Group (später: Whitsunday Islands) zugerechnet, erhielt aber zunächst keinen Namen. Leutnant Matthew Flinders von der britischen Royal Navy bezeichnete die Insel im September 1802 als L-Island, eine seiner vielen alphanumerischen Bezeichnungen entlang der Küste von Queensland, die er auf seiner Umsegelung Australiens in den Jahren 1802 und 1803 auf der HMS Investigator durchführte. 1879 benannte Staff Commander E. P. Bedwell der britischen Royal Navy die Insel Scawfell Island und vermaß sie und etliche andere Inseln, die er mit seinem Schiff SS Llewellyn erreichte. Der neue Name der Insel ist von einem Berg in Cumbria in England, dem Sca Fell, einem Gipfel der Scafell-Pike-Gruppe, abgeleitet.

## Landesnatur
Scawfell Island erreicht eine Höhe von 397 m über dem Meeresspiegel. Der höchste Punkt liegt an der Nordspitze der hufeisenförmigen Insel. Granitklippen umgeben die Insel. Nur in der Refuge Bay, einer weiten, nach Norden gerichteten Bucht, erstreckt sich ein 1,3 Kilometer langer Sandstrand mit Bäumen. Die Bucht wird von einem Korallenriff gesäumt.

## Flora und Fauna
Die steilen Bergflanken von Scawfell Island sind mit Monsunwald überzogen. Daneben gibt es auf den Inseln lichten Eukalyptuswald und ausgedehntes Grasland.
Auf Saint Bees Island gibt es eine kleine Kolonie von Koalas. An den Stränden vieler der Inseln nisten Suppenschildkröten und Karettschildkröten. Im Meer um die Inseln gibt es von Oktober bis Mai Würfelquallen.

## Einrichtungen und Zufahrt
Die Inseln sind unbewohnt. Auf Scawfell Island, Saint Bees Island und Cockermouth Island ist wildes Zelten erlaubt. Allerdings gibt es hierfür keine besonderen Einrichtungen, und es muss eine kostenpflichtige Erlaubnis eingeholt werden. Die Refuge Bay auf Scawfell Island bietet einen guten Ankerplatz. Dort ist auch Fischen erlaubt.
Die Inseln können nur mit privaten oder gecharterten Booten erreicht werden.